# Københavns Roklub
Københavns Roklub stiftes 20. oktober 1866 som Handels- og kontoristforeningens Roklub men skiftede i 1880 navn til det nuværende Københavns Roklub. Klubben blev stiftet som den anden roklub i Danmark, en lille måned efter Danmarks ældste roklub, Roforeningen KVIK.
Københavns Roklubs første bådehus lå på Appelbys Plads på Christianshavn, lidt syd for den nuværende Langebro. I 1884 indvies et nyt bådehus i Tømmergraven, der hvor Politigården i dag ligger. Det første bådehus på Sjællandssiden indvies 1902. Klubbens nuværende bådehus, beliggende tæt på Fisketorvet Shopping Center, på Vesterbro i København, indvies i 1941 i forbindelse med klubbens 75-års jubilæum og klubbens robassin bygges i 1950.
I 1891 stiftes Københavns Roklubs atletikforening, der dog hurtigt nedlægges da flere af klubbens medlemmer stifter Københavns Fodsports Forening der senere bliver til Københavns Idræts Forening.
Da Dansk Idræts-Forbund stiftes i 1896 bliver Eugen Schmidt fra Københavns Roklub DIF's første formand. I 1896 deltog Schmidt som en af tre danske aktive ved OL i Athen. Han deltog på 100 meter, hvor han blev slået ud i de indledende heat samt i riffelskydning over 200 meter, hvor det blev til en 12. plads.
I OL-1900 i Paris blev Schmidt olympisk mester i tovtrækning med et hold bestående af tre danskere og tre svenskere , men det var ikke meningen at han skulle have deltaget, da han var i Paris som leder af det danske OL-hold. I OL-1912 i Stockholm var han leder for de danske roere.
Københavns Roklub var i over 100 år en klub kun for mænd men efter nogle års diskussioner besluttes det på generalforsamlingen i 1975 at kvinder skal have adgang til optagelse i klubben.

## OL-deltagelser
Københavns Roklub har haft 43 deltagere med til de Olympiske Lege
| 1896 Athen - Eugen Stahl Schmidt deltog på 100 meter og riffelskydning 1900 Paris - Eugen Stahl Schmidt Guld i tovtrækning 1906 Athen - Toer med styrmand nummer 4 Hannibal Østergaard og Henning Rasmussen - Firer med styrmand nummer 4 Hannibal Østergaard og Henning Rasmussen 1912 Stockholm - Firer med styrmand udrigger slået ud i indledende heat: Hans Jørgensen, Knud Gøtke, Johan Praem, Theodor Eyrich og Silva Smedberg 1920 Antwerpen - Single sculler slået ud i indledende heat: Theodor Eyrich 1928 Amsterdam - Otter med styrmand slået ud i indledende heat: Svend Aage Grønvold, Georg Sjøht, Bernhardt Møller Sørensen, Sigfred Sørensen, Ernst Friborg Jensen, Carl Schmidt, Willy Sørensen, Knud Olsen og Harry Gregersen | 1936 Berlin - Otter med styrmand slået ud i indledende heat: Remond Larsen, Olaf Klitgaard Poulsen, Poul Byrge Poulsen, Keld Karise, Bjørner Drøger, Carl Berner, Knud Olsen, Emil Boje Jensen og Harry Gregersen - Firer med styrmand nummer 6: Hans Mikkelsen, Gunnar Ibsen Sørensen, Flemming Jensen, Svend Aage Holm Sørensen og Aage Jensen - Firer uden styrmand nummer 6: Knud Olsen, Keld Karise, Bjørner Drøger og Emil Boje Jensen - Toer med styrmand nummer 4: Remond Larsen, Carl Berner og Aage Jensen 1952 Helsingfors - Toer uden styrmand slået ud i indledende heat Palle Tillisch og Bent Jensen 1960 Rom - Double sculler slået ud i indledende heat: Poul Mortensen og Jannik Madum Andersen - Firer uden styrmand slået ud i indledende heat: Hugo Christiansen, Mogens Jensen, Børge Kaas Andersen og Ole Kassow 1968 Mexico city - Firer uden styrmand nummer 10: Gunner Nielsen, John Erik Jensen, Johnny Algreen Petersen, Mogens Pedersen 2008 Peking - Letvægts double sculler nummer 7: Katrin Olsen 2021 Tokyo - Double sculler nummer 3: Frederic Vystavel Bronze |